# Suralimentation
 (janvier 2018).
Si vous disposez d'ouvrages ou d'articles de référence ou si vous connaissez des sites web de qualité traitant du thème abordé ici, merci de compléter l'article en donnant les références utiles à sa vérifiabilité et en les liant à la section « Notes et références ».
Pour l’article homonyme, voir polyphagie (maladie).

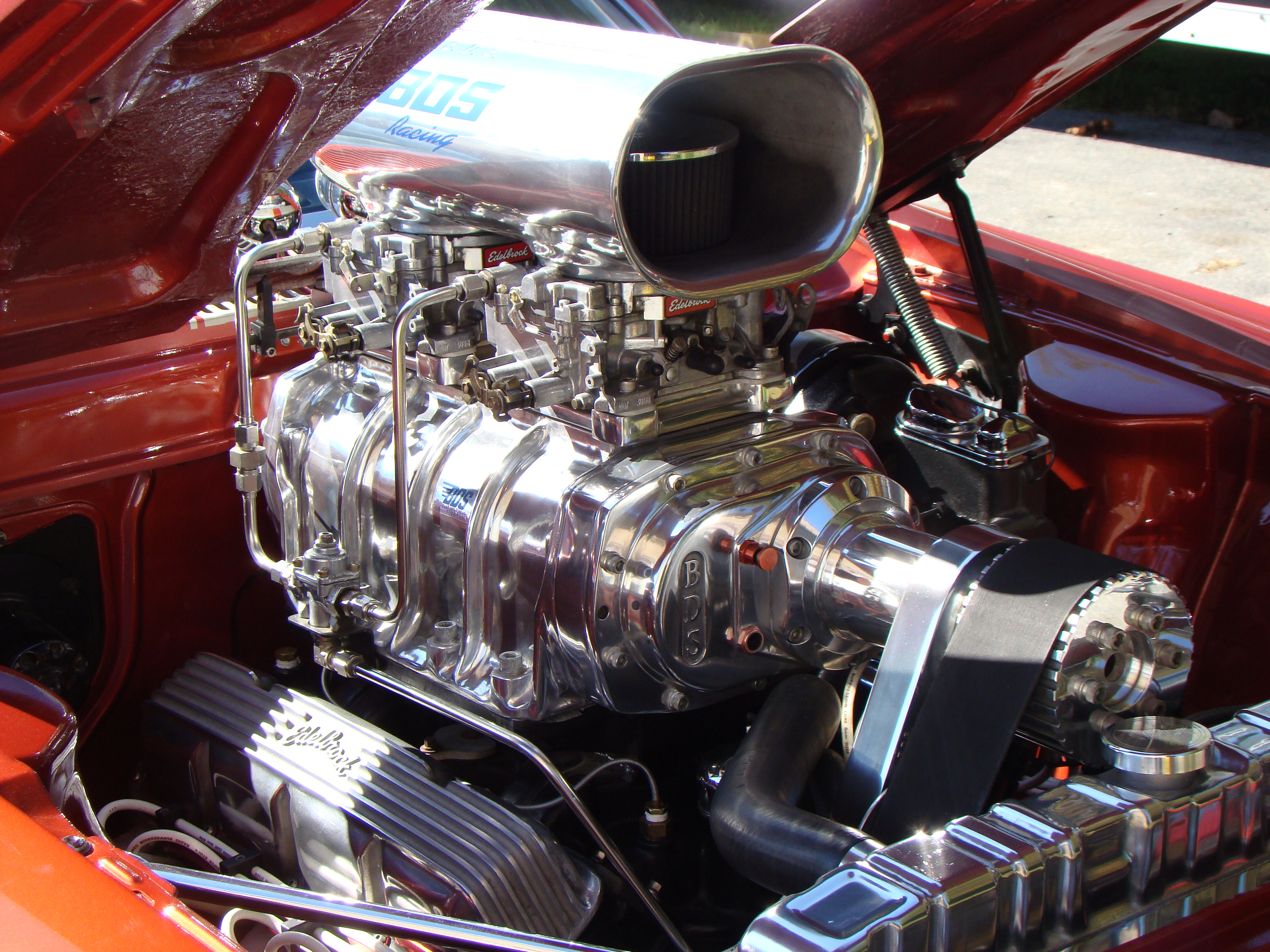
Moteur suralimenté.

En génie mécanique, la suralimentation est un procédé qui vise à augmenter la puissance d'un moteur à combustion et explosion sans augmenter sa cylindrée, en augmentant la quantité de dioxygène (comburant) dans les cylindres par surpression.

## Puissance d'un moteur en rotation
La puissance d'un moteur en rotation étant liée par la formule :
{\displaystyle P=C\times \omega }
avec :
- {\displaystyle P} : la puissance ;
- {\displaystyle C} : le couple ;
- {\displaystyle {\omega }} : la vitesse angulaire.

Pour augmenter la puissance d'un moteur, on peut agir sur sa vitesse de rotation ou sur son couple. 
L'accroissement de la vitesse de rotation d'un moteur est vite limitée par l'inertie des pièces en mouvement et les limites de la résistance au frottement des métaux qui le composent. Dans la mesure où cela implique de plus fortes contraintes, cela se fait généralement au détriment de la fiabilité. Cependant, dans le cas des moteurs où la priorité est à la performance brute, cette voie est utilisée, entre autres en sport automobile, comme en Formule 1 où les régimes sont proches de 20 000 tr/min.
Le couple du moteur est modifié en augmentant la quantité de mélange inflammable (carburant et comburant) grâce à un dispositif de suralimentation grâce à un un compresseur mécanique entraîné soit directement par le moteur, soit par un moteur électrique, soit par les gaz d'échappement (turbocompresseur). C'est ce que l'on nomme suralimentation (moteur suralimenté). Le couple moteur dépend aussi de l'angle formé entre la bielle et le vilebrequin, de la pression des gaz à l'intérieur du cylindre, nommée pression moyenne effective (ou PME), et de la quantité de carburant introduite. Pour augmenter la quantité de carburant introduite dans le cylindre, il faut aussi augmenter proportionnellement la quantité d'air (comburant) pour assurer une combustion complète du carburant, assurant ainsi le maximum d'efficacité de celui-ci. C'est donc le rôle de la suralimentation, qui permet ainsi d'augmenter la PME, donc le couple du moteur et la puissance.

## Contrainte
La masse d'air contenue dans un cylindre donné est proportionnelle à la pression et inversement proportionnelle à sa température absolue. Lorsque l'air est mis sous pression, sa température augmente et sa densité est modifiée, il est donc conseillé d'installer un échangeur air/air ou échangeur air/eau de manière à refroidir l'air et ainsi augmenter sa densité pour atteindre le meilleur rendement d'un moteur à explosion.